# Cuitláhuac
Cuitláhuac (náuatle/nauatle :  kʷiˈt͡ɬaːwak  ; português  : Águia d'água , 1476 - Tenochtitlan, 25 de novembro de 1520) ), foi o décimo tlatoani de Tenochtitlan, reinou durante 80 dias durante o ano 2 Faca (1529).

## Vida
Era o undécimo filho de Axayacatl e irmão mais novo de Moctezuma II, o governante anterior de Tenochtitlan. O pai de sua mãe, também chamado Cuitláhuac, tinha sido senhor de Itztapalapan, e o jovem Cuitláhuac também governou ali inicialmente.
Cuitláhuac foi nomeado tlatoani de Tenochtitlan durante a conquista espanhola. Depois de Pedro de Alvarado ter ordenado o massacre do Templo Maior, os astecas iniciaram uma luta contra os espanhóis e colocaram-nos sob cerco. Hernán Cortés ordenou a Moctezuma II que pedisse ao seu povo para parar de lutar. Porém, os astecas não lhe deram ouvidos e Moctezuma sugeriu a Cortés que  se libertasse Cuitláhuac, este poderia convencer os astecas a depor as armas e a abandonar a luta. Cortés libertou Cuitláhuac, que em liberdade liderou o seu povo contra os conquistadores. Acabaria por ser bem-sucedido em expulsar os espanhóis de Tenochtitlan em 30 de Junho de 1520 no episódio que ficou conhecido como Noite Triste.
Após governar durante 80 dias, Cuitláhuac morreu de varíola, doença que havia sido introduzida na América pelos conquistadores espanhóis. Morto Cuitláhuac, Cuauhtémoc foi nomeado tlatoani.